# Haukisaari (ö i Konnevesi, Liesjärvi)
Haukisaari är en ö i Finland. Den ligger i sjön Liesvesi och i kommunen Konnevesi i den ekonomiska regionen  Äänekoski  och landskapet Mellersta Finland, i den centrala delen av landet, 270 km norr om huvudstaden Helsingfors. Öns area är 5,4 hektar och dess största längd är 460 meter i sydöst-nordvästlig riktning.